# Даугавпилсский железнодорожный мост
Даугавпи́лсский Железнодоро́жный (Крепостной) мост — один из мостов через реку Даугаву (Западную Двину) в городе Даугавпилс. Находится на линии железной дороги Санкт-Петербург—Варшава. Расположен рядом с Даугавпилсской крепостью.
Выстроен по проекту мостостроителя С. В. Кербедза в 1858—1862 годах. Открыт 9 /21 мая 1862 года при открытии движения на участке Петербурго-Варшавской железной дороги Динабург — Ковно (257 вёрст). Первоначально это был металлический мост из трёх ферм, объединённый железнодорожный и гужевой мост. При обороне Двинска в 1919—1920 году один пролёт(средний) взорван в сентябре 1919 года. Позднее временно восстановлен и в дальнейшем в  1931 году заменен арочной фермой, с ней мост простоит до 27 июля 1944 года.
В июне 1941 года был частично повреждён при неудачной попытке взрыва моста при захвате его диверсантами вермахта (800 пехотный полк «Бранденбург»). Изображение целого моста, панорамное фото с самолёта 1941 год, июнь приводится в статье журнала . После ремонта использовался немецкими войсками. Летом 1944 года через него транспортировали тяжелые танки «Тигр» на железнодорожных платформах при удержании района Даугавпилс в июле месяце (Мемуары немецкого танкиста Отто Кариуса). 27 июля 1944 года, загнав эшелон с жителями края на мост, немцы взрывают мост (из акта Чрезвычайной комиссии по расследованию злодеяний и ущерба нанесенного городу). Временно был восстановлен для нужд фронта, позднее было проведено капитальное восстановление моста в том виде, в каком он находится в настоящее время.
Конструкцию моста составляют три металлических фермы на двух быках, один береговой устой, на одном нанесена линейка уровня реки. По мосту проходит только одна коллея железной дороги. Мост охраняется, ранее периодически красили краской от коррозии металла. Длина моста 400 метров.

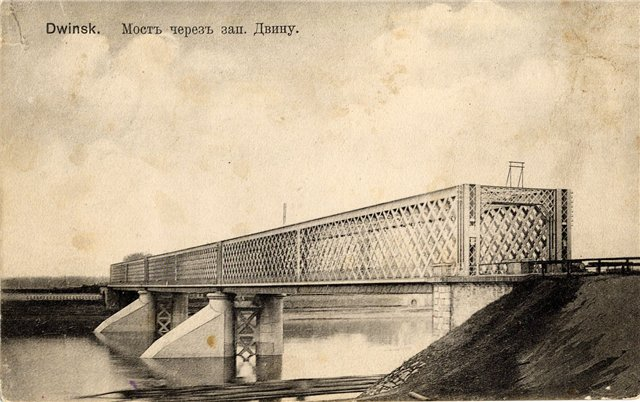
Крепостной мост в начале 20 века

## Интересные факты
- Первые фото строящегося моста сделаны в сентябре 1861 года, венгерским фотографом. Сейчас фото хранятся в Королевской библиотеке Испании, Мадрид.
- Вид моста можно проследить по старым открыткам и фотографиям с XIX века по XX век.
- Вид моста имеется на фотографии 1912 года Прокудина-Горского когда снимали Двинск к 100 летию Войны 1812 года [4].
- Перед мостом стоит километровый столб, 532 км от нулевого километра Варшавского вокзала Санкт-Петербурга, сам мост находится на 533 километре.